# Mimosa catharinensis
Mimosa catharinensis är en ärtväxtart som beskrevs av Arturo Erhardo Erardo Burkart. Mimosa catharinensis ingår i släktet mimosor, och familjen ärtväxter. Inga underarter finns listade i Catalogue of Life.